# 티퍼니 셰피스
티퍼니 셔피스(Tiffany Shepis, 영어 발음: /ˈʃəpɪs/, 1979년 9월 11일 ~ )는 미국의 배우이다.

## 출연 작품
- 모델 헝거
- 플레이 포 데스
- 엑시트 투 헬
- 레스 오브 더 크로우즈
- 밀 우드
- 헬로우스'이브
- 블락트
- 베그
- 갓 킬러
- 사이러스
- 더 프랑켄슈타인 브라더스
- 바이어런트 카인드
- 굿 보이
- 룰 오브 쓰리
- 다크 릴
- 프리티 쿨 2
- 님파
- 브라이언 러브스 유
- 스러즈
- 데이 노우
- 나이트메어 맨
- 어바머너블
- 헤이징
- 굴스
- 테드 번디
- 톡식 어벤저 4
- 케빈의 사랑 만들기
- 트로미오와 줄리엣